# Periodismo de soluciones

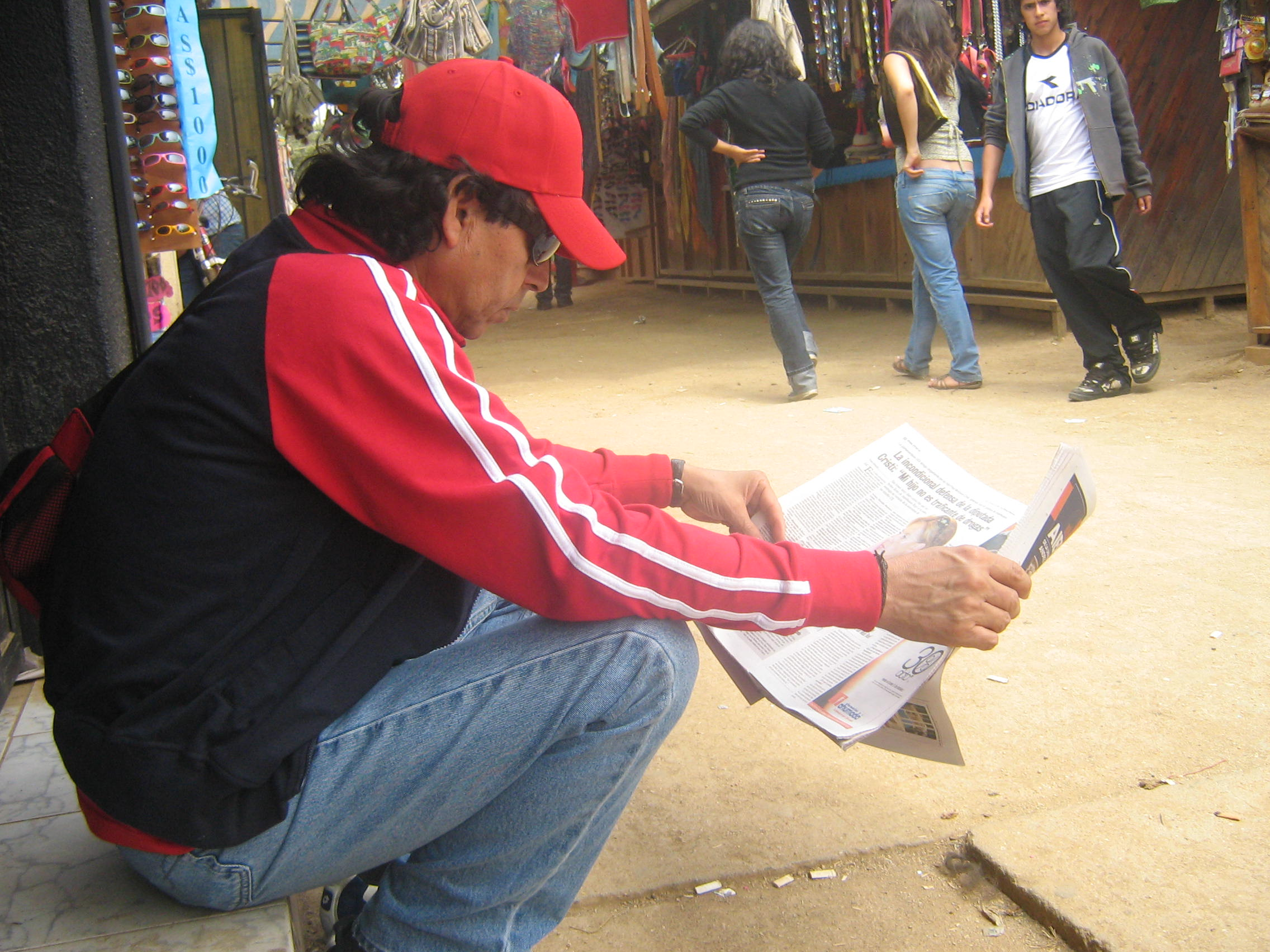
Un hombre leyendo un periódico

El periodismo de soluciones es un planteamiento informativo que da tanta importancia a las respuestas a cuestiones sociales como a los problemas en sí. Historias de soluciones, apoyadas en pruebas o datos creíbles, explican cómo y por qué las respuestas están funcionando o no. El objetivo de este planteamiento periodístico es dar a su audiencia una visión más correcta y completa de las cuestiones sociales, promoviendo así una ciudadanía (en su sentido de ciudadanía activa) más eficaz.

## Definición más detallada/Teoría
El periodismo de soluciones consiste en informar rigurosamente, basándose en pruebas, sobre las respuestas a problemas sociales. Las historias de soluciones pueden tomar muchas formas, pero comparten varias características claves: identifican las causas originarias de un problema social; destacan prominentemente una o varias respuestas; presentan pruebas del impacto de las respuestas; y explican cómo y por qué estas respuestas están funcionando o no. A ser posible, estas historias de soluciones también aportan una visión que ayuda a la gente a entender mejor cómo funcionan los sistemas complejos, y cómo pueden mejorarse.
Quienes proponen el periodismo de soluciones lo distinguen del llamado "periodismo de buenas noticias", que puede ser caracterizado por la presentación superficial de una respuesta sin analizar cuidadosamente su eficacia. Las historias de soluciones evalúan las respuestas que están funcionando hoy —en vez de dedicarse a teorías no comprobadas— y tienden a poner más énfasis en la innovación que en la persona o institución responsable de dicha innovación.
Los partidarios del periodismo de soluciones creen que proporciona una importante retroalimentación que permite a la sociedad ver posibilidades creíbles y responder más exitosamente a nuevos problemas. La información motivadora sobre respuestas a problemas sociales, dicen, puede fortalecer a la sociedad al aumentar el conocimiento que sus miembros necesitan para comprometerse vigorosamente a solucionar los problemas de sus comunidades, y al permitir a dirigentes, innovadores y filántropos tomar decisiones correctamente informadas sobre políticas o inversiones.
Algunas investigaciones muestran que informar solamente sobre los problemas puede reducir el sentido de eficacia de los ciudadanos y conducirlos a desvincularse de los asuntos públicos. En un estudio de 2008, la Associated Press halló que los jóvenes estaban cansados de noticias que percibían como negativas e irresolutivas. Esto producía “fatiga informativa,”: la gente tendía a no sintonizar las noticias en vez de comprometerse. El periodismo de soluciones postula que informar sobre las maneras en que los problemas están siendo abordados puede aumentar el compromiso de la audiencia, promueve un sentido de eficacia y fomenta el discurso constructivo sobre asuntos polémicos.
Los que practican el periodismo de soluciones dicen que este planteamiento amplía y complementa la tradicional función de vigilancia de la prensa, presentando a los ciudadanos una visión más completa de los asuntos. Además, dicen, puede aumentar el impacto del periodismo de investigación, al presentar pruebas de que incluso  problemas muy enraizados pueden solucionarse.
Quienes proponen el periodismo de soluciones lo distinguen del periodismo cívico, un movimiento que tuvo cierta fuerza en los Estados Unidos en la década que comenzó en 1991, y abogaba por un papel más activo del periodismo en el proceso democrático.

## Historia
Ya en 1998 los periodistas notaron la aparición de una clase nueva de periodismo que examinaba qué hacían personas e instituciones ante los problemas sociales. Algunos críticos de periodismo observaron que las asunciones del periodismo tradicional —anclado en la creencia que el trabajo de un reportero es denunciar el mal hacer— podían no ser universalmente válidas. Y solo informar de los problemas, se empezó a ver, podía no ser la cura a todos los padecimientos sociales del mundo.
Otras formas de periodismo han respondido de modo parecido al percibido exceso de negatividad en los medios. El periodismo cívico, que tuvo cierta fuerza en los Estados Unidos hacia 1990, busca comprometer a los lectores en el discurso público para animarlos a participar activamente en el proceso democrático y catalizar el cambio. El periodismo de soluciones también está relacionado con estilos periodísticos similares practicados fuera de Estados Unidos, como el “periodismo constructivo,” que se originó en Dinamarca.
En 2003 se creó la ONG francesa Reporters de d'Espoirs (Reporteros de Esperanzas) como una red de periodistas y professionales de los medios que quieren «promover en los medios noticias basadas en soluciones». La organización es lanzada oficialmente en la UNESCO en 2004 con los Premios Reporteros de Esperanzas . Promueven los conceptos de «info-solución» y «periodismo  de soluciones», trabajando con todo tipo de medios de comunicación para difundir iniciativas entre sus audiencias. Con los años demostraron que las líneas editoriales basadas en soluciones —con diarios como Libération o Ouest-France, o canales de televisión como TF1— generan audiencias e interés entre los ciudadanos.
También en 2003 en la Argentina, la periodista argentina Andrea Méndez Brandam  (https://www.linkedin.com/in/andreamendezbrandamperiodista/)crea http://noticiaspositivas.org/ (enlace roto disponible en Internet Archive; véase el historial, la primera versión y la última). primer medio en certificar como https://en.wikipedia.org/wiki/B_Corporation_(certification)
A principios de 2010, Robert Costanza, David Orr, Ida Kubiszewski y otros, lanzaron Solutions, una publicación en línea sin ánimo de lucro  dedicada a exhibir ideas para solucionar integradamente los problemas económicos, ecológicos y sociales del mundo. La primera regla de Solutions es que como máximo un tercio de cada artículo debe dedicarse a describir el problema, mientras que los dos tercios restantes habrán de versar sobre las soluciones. Con los años, al aumentar constantemente el número de lectores, Solutions se ha asociado con organizaciones de todo el mundo, como 350.org, el Club de Roma, la Fundación David Suzuki, el Centro de Consenso de Política Nacional (NPCC), la Agencia de Protección Ambiental estadounidense (EPA por sus siglas en inglés), la empresa de productos de limpieza Seventh Generation, el Centro de Resiliencia de Estocolmo, el Consejo para el futuro del mundo, y muchos otros.
En 2010 los periodistas David Bornstein y Tina Rosenberg crearon la  columna Fixes (arreglos) para la sección Opinionator de The New York Times. Esta columna es un examen semanal profundamente informado de la respuesta a un problema social urgente. La respuesta de los lectores a Fixes ha sido intensa, animando a Bornstein y Rosenberg, con el periodista Courtney Martin, a cofundar la Red de Periodismo de Soluciones, una organización independiente, sin ánimo de lucro con la misión de hacer del periodismo de soluciones una parte de la práctica informativa habitual.

## Críticas
Otros periodistas y algunos lectores a veces responden negativamente a este planteamiento centrado en las soluciones. Una crítica común es que el periodismo de soluciones fácilmente degenera en historias empalagosas o adoración de héroes, en vez de examinar objetivamente importantes problemas de la sociedad. De hecho, algunos medios han creado secciones específicas para destacar las noticias reconfortantes, que pueden generar más ingresos publicitarios o de patrocinadores. Quienes proponen el periodismo de soluciones argumentan que tales historias no representan información rigurosa basada en pruebas.
Los críticos del periodismo de soluciones también han expresado su preocupación por los potenciales sesgo y partidismo. Sugieren que solo una fina línea separa el informar objetivamente sobre soluciones y el abogar de manera no imparcial por alguna ellas. Quienes apoyan el periodismo de soluciones responden que un planteamiento basado en pruebas disminuye el riesgo de sesgo, y que las historias de soluciones no tendrían que conectarse con “llamar a la acción” a los lectores.
Otros se preocupan que muchos problemas sociales complejos carecen de causas o soluciones claras. Esto puede requerir considerables conocimientos especializados a los reporteros de soluciones que investiguen un área determinada, y aun así las historias resultantes inevitablemente serán demasiado simplistas respecto a la realidad de problemas sistémicos.

## Organizaciones que promueven este tipo de periodismo
La Red de Periodismo de Soluciones (SJN por sus siglas en inglés) pretende, «legitimar y difundir la práctica del periodismo de soluciones: información rigurosa y motivadora sobre respuestas a problemas sociales.» Para conseguir su misión, SJN trabaja de diversas formas con periodistas para aumentar la concienciación y la práctica de informar sobre soluciones. La SJN ha colaborado con numerosos medios informativos en los Estados Unidos, como The Seattle Times, The Boston Globe, PRI's “The World” y el Centro de Reportajes de  Investigación, para crear proyectos de reportajes orientados hacia las soluciones.
N+ Noticias Positivas, con sede en Argentina, es el primer medio de comunicación latinoamericano que obtiene la certificación BCorp. Ha estado trabajando para iniciar el periodismo de construcción en contenido radiofónico y multimedia en línea desde 2003. La periodista Andrea Méndez Brandam, fundadora y anfitriona, ha sido inspirada y entrenada por Shauna Crockett Madrigueras, fundadora de Positive News UK.